# 伍献文
伍献文（1900年3月15日—1985年4月3日），字显闻，浙江瑞安人，中国动物学家，中国鱼类学和线虫学的主要奠基人之一。

## 生平
1921年毕业于南京高等师范学校（後更名國立東南大學、國立中央大學、南京大學）农业专修科（今南京农业大学），在校时师从秉志等人。毕业后任教福建厦门集美学校。1922年厦门大学正式成立，担任厦门大学动物学系助教，指导学生动物学实验。1925年秉志来到厦门大学，伍献文遂注册为动物学系学生，一面给秉志当助教，一面学习，1927年获厦门大学理学士学位。同年到國立中央大學生物学系任动物学助教。1929年，受中华教育文化基金会赞助，他到法国留学，1932年获巴黎大学科学博士学位。
1934年，他参与创办中国动物学会，任学会理事。不久，国立自然博物馆先后改为中央研究院生物研究所、中央研究院动植物研究所，伍献文任研究员。1935年6月至11月，他组织全所科技人员对渤海湾及山东半岛海洋生物展开调查，这是中国首次自行组织的海洋综合科学考察。1937年抗日战争爆发，他率领动植物研究所辗转迁移阳朔、重庆北碚等地。1946年，伍献文随单位至上海。1947年兼任江苏医学院寄生虫学教授。1948年，当选为中央研究院第一屆院士。1949年上海战役前夕，由于对国民党的统治不抱有幻想，他与动物研究所全体职工拒绝了将研究所迁往台湾的提议。北平解放后，他前往北平出席中华全国第一次自然科学工作者代表大会筹备会议。
中华人民共和国成立后，1950年，任中国科学院水生生物研究所副所长兼太湖淡水生物研究室主任。他领导鱼类分类组科技人员走访中国各地的水域，并采集鱼类标本，着重对占中国淡水鱼类一半的鲤科鱼类进行研究。1954年，研究所及太湖研究室迁到武昌，成为以淡水生态学为主的中国水生生物学研究中心。1955年，选为中国科学院院士。1964年，《中国鲤科鱼类志》上卷出版，在国内引起重大反响。然而在文化大革命期间他备受攻击，被迫停止研究，直至文革后期才继续开展。1977年《中国鲤科鱼类志》下卷出版，两卷共70余万字，系统描述了中国鲤科鱼类113属412种。
1977年，伍献文就任水生生物研究所所长，不久又兼任中国科学院武汉分院院长。1979年，他又与朱元鼎等共同发起组织中国鱼类学会，被选为名誉理事长。1982年，因为在鱼类分类领域的杰出贡献，他的研究成果被评为国家自然科学二等奖。1983年，他当选为英国林奈学会外籍会员。
1985年4月3日，伍献文病逝于武汉，享年85岁。

## 著作
- 1964年，《中国鲤科鱼类志》上卷，上海科学技术出版社。
- 1977年，《中国鲤科鱼类志》下卷。
- 1981年，《鲤亚目鱼类分科的系统及其科间系统发育的相互关系》，发表于《中国科学》。其论点被引用于权威性著作《世界鱼类》第二版。
- 《中国河蟹志略》
- 《中国之蝎及蝎珠》